# Anton Bernolák

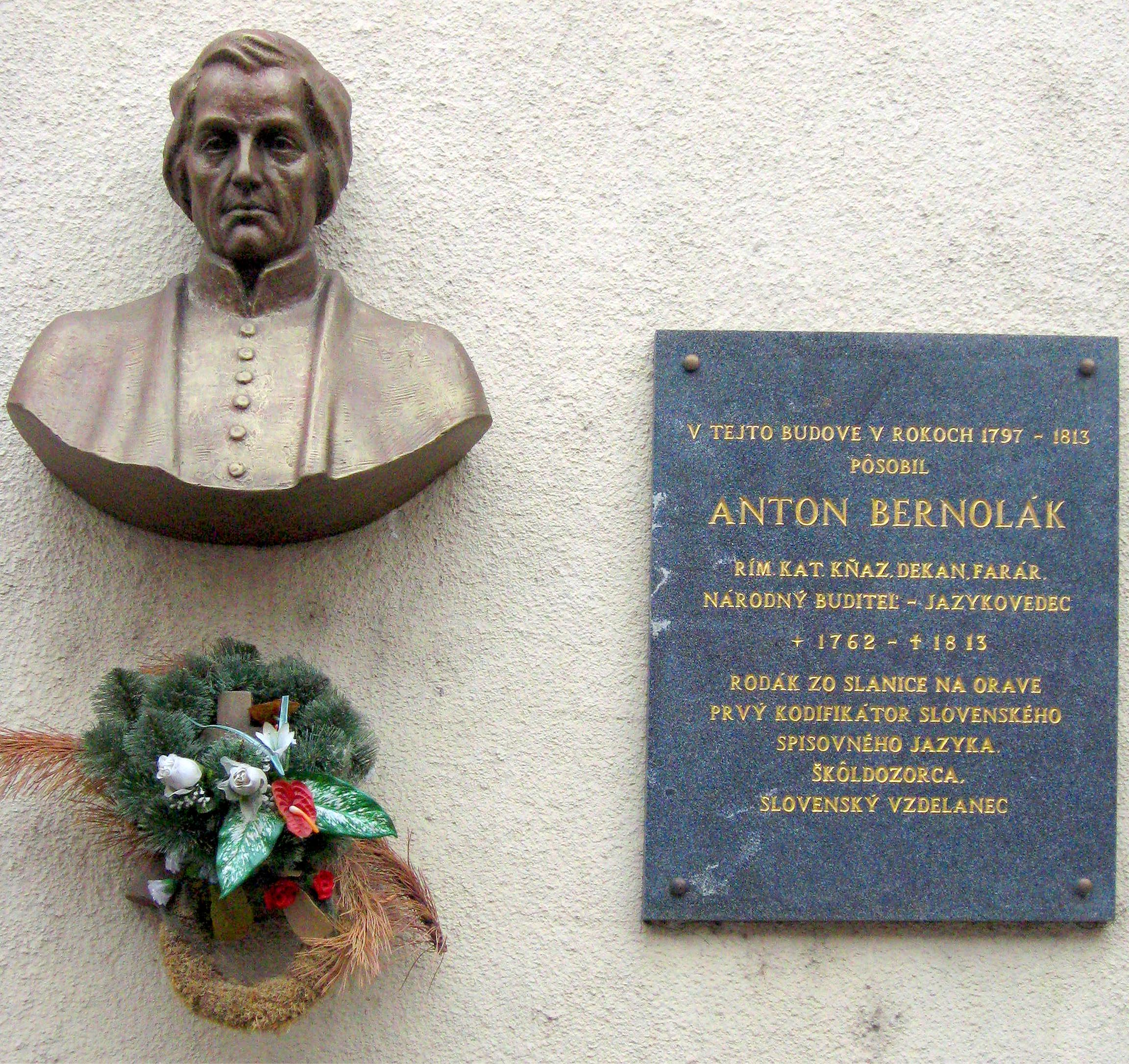
Pamětní deska na budove řím. kat. farního úřadu (Marianum) v Nových Zámkoch

Anton Bernolák (maďarsky Bernolák Antal, 3. října 1762 Slanica – 15. ledna 1813 Nové Zámky) byl slovenský římskokatolický kněz a jazykovědec, který jako první kodifikoval spisovnou slovenštinu, do podoby tzv. bernolákovštiny.

## Život
Narodil se v Slanici na Oravě. Vystudoval teologii na Univerzitě Pázmaneu ve Vídni a dokončil je v roce 1787 na generálním semináři v Bratislavě.
Šest let působil ve funkci tajemníka arcibiskupského vikariátu v Trnavě. Od května 1797 až do smrti pak byl farářem v Nových Zámcích.
Na bratislavském semináři se nadchl pro osvícenské reformy Marie Terezie a Josefa II. a stal se propagátorem národněbuditelských snah slovenského národa. Jeho aktivita byla zaměřena na jazykovědu, neboť si uvědomoval, že obyvatelstvo nepoužívající svůj jazyk v písemném styku a ve školství se nemůže zformovat na novodobý moderní národ, který by směřoval ke své svébytnosti.
Bernolákův pravopis vycházel z trnavského nářečí a do jeho šíření se zapojili např. Juraj Fándly, Jozef Ignác Bajza, Ján Hollý, Alexander Rudnay, Martin Hamuljak. Hnutí bernolákovců, které trvalo přes 50 let, vytvořilo podmínky pro druhou kodifikaci slovenského jazyka (1843 v Hlbokém – Ľudovít Štúr, Jozef Miloslav Hurban, Michal Miloslav Hodža).

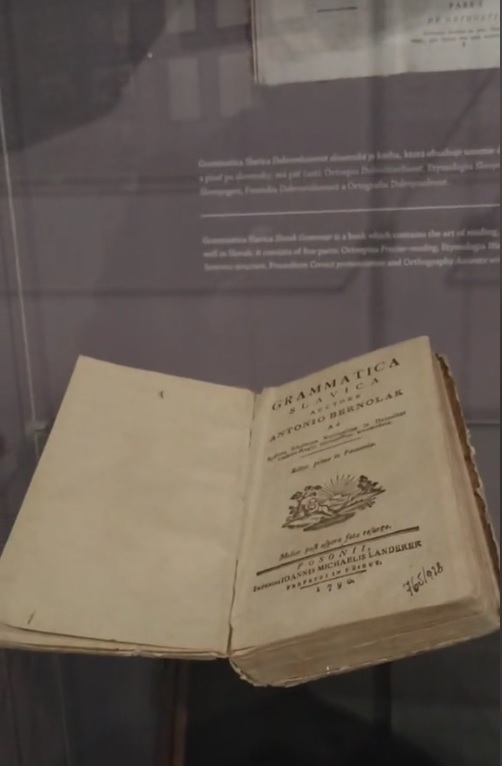
Bernolákova Gramatika v bratislavskom mestskom múzeu

## Dílo
- 1782 – Divus rex Stephanus, magnus Hungarorum apostolus (Trnava)
- 1787 – Kritická filologická rozprava o slovanských písmenách (Dissertatio-critica de literis Slavorum), anonymní kolektivní dílo bratislavských seminaristů, které vzniklo pod vedením A. Bernoláka
- 1787 – Stručná a zároveň ľahká ortografia (Linguae Slavonicae… compendiosa simul et facilis Orthographia), jazyková příručka s novými pravopisnými zásadami
- 1790 – Slovenská gramatika (Gramatica Slavica), první normotvorná gramatika slovenského jazyka (Bratislava); v roce 1817 vyšla v německém překladu
- 1790 – Toto maličké písmo má sa pánovi Anti-Fándlymu do jeho vlastních ruk odevzdať, polemický spis
- 1791 – Etymológia slovanských slov (Etymológia vocum slavicarum), příručka o tvoření slov (Trnava)
- 1794 – Ňečo o epigrammatéch
- 1794 – Ešče ňečo o epigrammatéch, anebožto málorádkoch M. W. P. Jozefa Bajza… (Vidané v Poli elízíském teho roku 1794), anonymní spis napsaný v polemice s Ignácem Bajzou
- 1795 – Príhodná kázeň pri primíciách Jozefa Kunsta, kázáníHrob Antona Bernoláka (Bernolák Antal) v Nových Zámcích

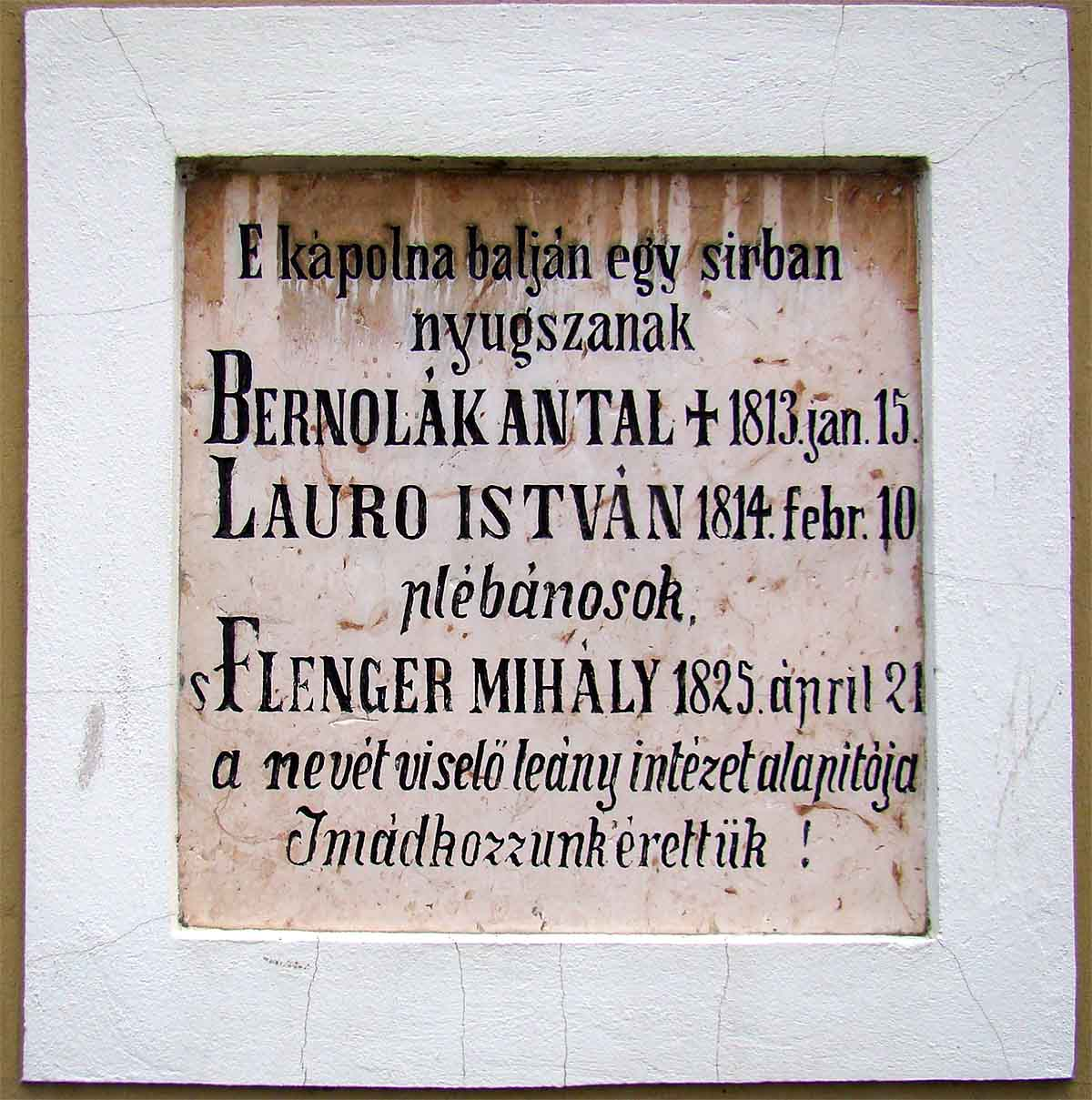
Hrob Antona Bernoláka (Bernolák Antal) v Nových Zámcích

- 1795 – O vážnosťi a ucťivosťi satvu kňažského príhodná kázeň
- 1796 – Katechizmus z otázkami a odpoveďami…
- 1803 – Na smrť… Stocsko Jurka
- 1803 – Pohrebná kázeň
- 1809 – Halottas beszéd
- 1809 – Be-ik- tató beszéd
- 1825/1827 – Slowár Slowenskí, Česko-Laťinsko-Ňemecko-Uherskí, šestidílný slovník, který měl být normotvornou příručkou slovní zásoby (vydal ho až kanovník Juraj Palkovič v Budíně po Bernolákově smrti)

## Dílo v elektronické podobě
- Ešče ňečo o epigrammatéch, anebožto málorádkoch M. W. P. Jozefa Bajza… (Vidané v Poli elízíském teho roku 1794). 15 s. – dostupné v Digitální knihovně UKB
- Ňečo o epigrammatéch... vydané v Žiline r. 1794. 36 s. – dostupné v Digitální knihovně UKB
- ŽAŠKOVKÝ, F. Manuale Musico-Liturgicum in usum Ecclesiarum Cathedralium et Ruralium ... Agriae: Typ. Lycei Archi-Episcopalis, 1853. 254 s. – dostupné v Digitální knihovně UKB – slovenský text písní upravený podle Bernoláka kodifikované slovenštiny (viz předmluvu)